# Australian Dictionary of Biography
L'Australian Dictionary of Biography (ADB o AuDB) è un progetto editoriale fondato e gestito dall'Australian National University (ANU) per produrre articoli biografici autorevoli su personaggi illustri della storia dell'Australia. Pubblicato inizialmente in una serie di dodici volumi cartacei tra il 1966 e il 2005, il dizionario è stato pubblicato online dal 2006 dal National Center of Biography dell'ANU, che dal 2010 pubblica anche Obituaries Australia (OA).
Il progetto ADB non deve essere confuso con il molto più piccolo e più antico Dictionary of Australian Biography di Percival Serle, pubblicato per la prima volta nel 1949, né con il tedesco Allgemeine Deutsche Biographie (pubblicato nel 1875-1912) che può anche essere indicato come ADB nelle fonti.

## Storia
Il progetto ADB è operativo dal 1957. Il personale si trova presso il National Center of Biography nel Dipartimento di Storia della Research School of Social Sciences dell'Australian National University. Sin dal suo inizio, 4000 autori hanno contribuito all'ADB e i suoi volumi pubblicati contengono 9800 articoli accademici su 12000 individui. 210 di questi sono di indigeni australiani, il che è stato spiegato dalla teoria del "culto dell'oblio" di Bill Stanner sui contributi degli indigeni australiani alla società australiana.